# Seonjaedo
Seonjaedo är en ö i Sydkorea.   Den ligger i provinsen Incheon, i den nordvästra delen av landet, 50 km sydväst om huvudstaden Seoul. Arean är 3,6 kvadratkilometer.
Terrängen på Seonjaedo är platt. Öns högsta punkt är 54 meter över havet. Den sträcker sig 3,9 kilometer i nord-sydlig riktning, och 2,4 kilometer i öst-västlig riktning.